# スティーブン・グラハム
スティーブン・グラハム（Stephen Graham, 1982年6月11日 - ）はアメリカ合衆国デラウェア州ウィルミントン出身の元バスケットボール選手。ポジションはG-F。身長198cm、体重97.5kg。双子の兄弟ジョーイ・グラハムもバスケットボール選手。

## 経歴
セントラルフロリダ大学で2シーズン過ごした後、オクラホマ州立大学へ転校しここでも2シーズンプレイした。兄弟のジョーイも同じ大学に通い、良きチームメイトでありライバルであった。4年生の時の成績は平均6.5得点、3.2リバウンドだった。
2005年のNBAドラフトでは指名されずCBAのスーフォールズ・スカイフォースでプロのキャリアはスタートした。CBAのオールスターに選ばれた活躍が認められ、同年12月10日にヒューストン・ロケッツと契約しNBAデビューを果たしたが、12月29日に解雇された。2006年1月17日にシカゴ・ブルズと10日間契約を結んだが、契約は延長されなかった。2月6日に今度はクリーブランド・キャバリアーズと10日間契約を結んだ。リー・ネイロンと指名権が絡むトレードで一旦は放出されたが、ネイロンが解雇された後、キャバリアーズとシーズン終了までの契約を結んだ。
2006-07シーズンはポートランド・トレイルブレイザーズに所属し、2006年11月15日には初めて先発したが、2007年1月2日に解雇された。